# Johanna Salomaa
Jonsu, vlastním jménem Johanna Salomaa (18. ledna 1984, Espoo) je finská zpěvačka, skladatelka a hudebnice. V roce 2001 založila skupinu Indica, kde má roli zpěvačky, houslistky a kytaristky.

## Životopis
Její otec byl částicový fyzik, matka zase učitelkou v hudební škole. Již od raného dětství se "Jonsu" zajímala o hudbu. Ve svých čtyřech letech dostala Jonsu své první housle, později se začala učit i na ostatní hudební nástroje.
Na základní škole chodila do hudební třídy společně s Heini, u hudby zůstala i na střední škole v Tapiole v Espoo, kde studovala s Heini a Sirkku. Společně pak založily skupinu Indica.
Přezdívku Jonsu používá již od dětství, kterou jako svůj pseudonym ve světě hudby použila v roce 1992, když ještě studovala v Tapiole.
Jonsu nazpívala spolu s dalšími umělci písničku "Eternal Flame" (originál od The Bangles). Ta byla vydána pro dětskou kliniku Lastenklinikoiden Kummit ry na albu "Elämä lapselle 2004" (Život dítěti 2004). Nazpívala také finskou verzi původně instrumentální písničky "Last of the Wilds" (ve finštině "Erämaan viimeinen") od Nightwish, která byla jako singl vydán v prosinci 2007.